# Bogdan Łomiński
Bogdan Łomiński – polski politolog, dr hab. nauk humanistycznych, profesor nadzwyczajny Instytutu Politycznych i Dziennikarstwa Wydziału Nauk Społecznych Uniwersytetu Śląskiego i Wyższej Szkoły Finansów i Prawa w Bielsku-Białej.

## Życiorys
W 1967 ukończył studia historyczne na Uniwersytecie Łódzkim, 7 marca 1977 obronił pracę doktorską, 28 marca 1994 habilitował się na podstawie pracy zatytułowanej Teoria policentryzmu. Otrzymał nominację profesorską. Objął funkcję profesora nadzwyczajnego Instytutu Politycznych i Dziennikarstwa Wydziału Nauk Społecznych Uniwersytetu Śląskiego i Wyższej Szkoły Finansów i Prawa w Bielsku-Białej.
Był kierownikiem Katedry Nauk Politycznych na Wydziale Bankowości i Finansów Wyższej Szkoły Finansów i Prawa w Bielsku-Białej oraz dziekanem na Wydziale Nauk Społecznych Uniwersytetu Śląskiego w Katowicach.